# An Ninh, Tây Ninh
An Ninh là một xã thuộc tỉnh Tây Ninh, Việt Nam.

## Địa lý
Xã An Ninh có vị trí địa lý:

96 đơn vị hành chính cấp xã của tỉnh Tây Ninh năm 2025

- Phía đông giáp phường An Tịnh, xã Hậu Nghĩa và xã Thái Mỹ thuộc Thành phố Hồ Chí Minh.
- Phía tây giáp xã Phước Chỉ và xã Mỹ Quý.
- Phía nam giáp xã Hiệp Hòa.
- Phía bắc giáp phường Trảng Bàng.

Xã An Ninh có diện tích tự nhiên là 57,69 km², quy mô dân số năm 2025 là 37.792 người.

## Lịch sử
Trong đợt cải cách hành chính Việt Nam năm 2025, theo Nghị quyết số 1682/NQ–UBTVQH15 các xã Lộc Giang, An Ninh Đông và An Ninh Tây thuộc huyện Đức Hòa, tỉnh Long An sẽ được sáp nhập và thành lập xã An Ninh, tỉnh Tây Ninh.